# Paul Tirant
Paul Tirant est un arbitre français de football des années 1950 et 1960.
Il arbitre trois fois l'Olympique de Marseille en première division entre la saison 1957-1958 et la saison 1960-1961.

## Carrière
Il officie en finale du : 
- Challenge des champions 1955[2].